# Moruisg
Moruisg är ett berg i Storbritannien.   Det ligger i kommunen Highland och riksdelen Skottland, i den nordvästra delen av landet, 700 km nordväst om huvudstaden London. Toppen på Moruisg är 928 meter över havet, eller 592 meter över den omgivande terrängen. Bredden vid basen är 7,9 km.
Terrängen runt Moruisg är huvudsakligen kuperad.Runt Moruisg är det mycket glesbefolkat, med 4 invånare per kvadratkilometer. Trakten runt Moruisg består i huvudsak av gräsmarker.